# Beast (strip)
Beast is een Spaanse stripreeks die begonnen is in juni 2008 met Thomas Cheilan als schrijver en Mateo Guerrerro als tekenaar.
Er verschenen drie albums waarvan een in het Nederlands.

## Albums
| Nummer | Titel                 | Uitgever   | Schrijver      | Tekenaar        |
| ------ | --------------------- | ---------- | -------------- | --------------- |
| 1      | Yunze, de beschermgod | Le Lombard | Thomas Cheilan | Mateo Guerrerro |